# Filomena Cautela

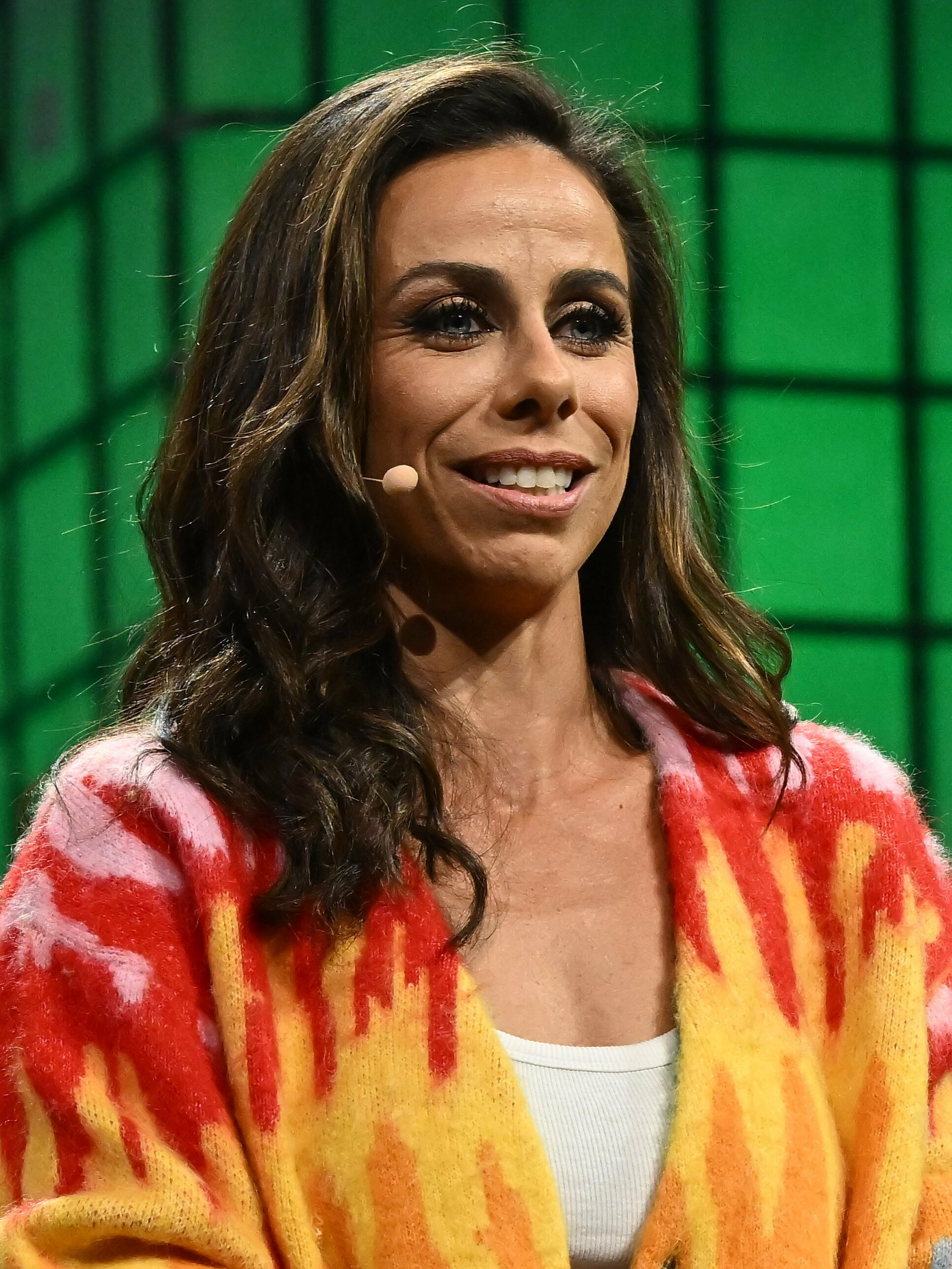
Filomena Cautela (2023)

Filomena José Dias Fernandes Cautela (* 16. Dezember 1984 in Lissabon) ist eine portugiesische Fernsehmoderatorin und Schauspielerin. Im Jahr 2000 begann sie ihre Schauspielkarriere im Theater. 2004 spielte sie zum ersten Mal eine Rolle in einem Kinofilm. Zudem arbeitete sie als Moderatorin bei MTV Portugal und ist aktuell für den portugiesischen Sender RTP tätig.

## Karriere
Cautela führt ihre Schauspielkarriere in Film und Theater fort, arbeitet jedoch gleichzeitig für verschiedene Fernsehsender. So moderiert sie unter anderem die Talkshow 5 Para a Meia-Noite für den Sender RTP von 2015 bis 2020.
Sie ist als besonders unangepasste und direkte Moderatorin bekannt.
2019 gehörte sie zu den Mitwirkenden an dem europaübergreifend erstellten Musikvideo Do they know it’s Europe.
Seit 2020 moderiert Cautela zudem die portugiesische Quizsendung Quem Quer Ser Milionário? – Alta Pressão auf RTP1.

## Eurovision Song Contest
2017 moderierte Filomena Cautela den Green Room beim nationalen Vorentscheid für den Eurovision Song Contest, Festival da Canção. Außerdem vergab sie die Punkte der portugiesischen Jury im Finale des Eurovision Song Contest 2017.
Gemeinsam mit Sílvia Alberto, Daniela Ruah und Catarina Furtado war Cautela eine der vier Moderatorinnen des Eurovision Song Contests 2018 in Lissabon. Im gleichen Jahr moderierte sie auch das Festival da Canção zusammen mit Pedro Fernandes.
Auch von 2019 bis 2023 moderierte Cautela das Festival da Canção, jeweils gemeinsam mit Vasco Palmeirim.

## Filmografie

### Kinofilme
- 2004: Quinta dos Anjos von Paulo Frasão
- 2004: Anita na Praia von Anabela Teixeira
- 2005: Viúva Rica Solteira Não Fica von José Fonseca e Costa
- 2009: O Destino do Sr. Sousa von João Constâncio
- 2009: Night Shop von João Constâncio
- 2012: Videovigilância von der Academia RTP
- 2018: Linhas de Sangue
- 2020: Nós os Ursos: O Filme

### Serien
- 2002–2004: Morangos Com Açúcar
- 2003: Ana e os Sete
- 2004, 2017: Inspetor Max
- 2005: Mundo Meu
- 2006: Bocage
- 2007: Vingança
- 2007: Aqui Não Há Quem Viva
- 2008: Casos da Vida
- 2008: Conta-me como Foi
- 2008: Chiquititas
- 2010: Cidade Despida
- 2010: República
- 2012: Depois do Adeus
- 2015–2016: Santa Bárbara
- 2016–2017: Ministério do Tempo

## Fernsehmoderationen
- 2005–2006: diverse Sendungen, MTV Portugal
- 2008–2014: Cá Estamos, Globo Premium
- 2009–2011, 2015–2020: 5 Para A Meia-Noite, RTP1 und RTP2
- 2011: Fá-las Curtas, RTP2
- seit 2012: Berichterstattung von Musikveranstaltungen, RTP
- 2013–2014: Agora, RTP2
- 2015: Palcos Agora, RTP2
- 2016. Volta ao Mundo 2016: Passagem de Anoi, RTP1
- seit 2018: Finale des Festival da Canção, RTP1
- 2018: Eurovision Song Contest 2018
- seit 2019: Play – Prémios da Música Portuguesa, RTP1
- 2019–2020: Jogo de Todos os Jogos, RTP1
- 2019–2021: I Love Portugal, RTP1
- 2020: Quem Quer Ser Milionário? – Alta Pressão, RTP1
- 2021: Programa Cautelar, RTP1
- 2022: Eu Faço Tudo Por Amor, RTP1
- 2022: MasterChef Portugal – Especial Fim de Ano, RTP1